# Scott Paulin
Robert Scott Paulin (Steubenville, 13 febbraio 1950) è un attore statunitense.

## Filmografia parziale

### Cinema
- Il bacio della pantera (Cat People), regia di Paul Schrader (1982)
- Forbidden World, regia di Allan Holzman (1982)
- Uomini veri (The Right Stuff), regia di Philip Kaufman (1983)
- Storia di un soldato (A Soldier's Story), regia di Norman Jewison (1984)
- Allarme rosso (Warning Sign), regia di Hal Barwood (1985)
- Voglia di vincere (Teen Wolf), regia di Rod Daniel (1985)
- Una vita spezzata (The Last of Philip Banter), regia di Hervé Hacuel (1986)
- Sotto accusa (The Accused), regia di Jonathan Kaplan (1988)
- Turner e il casinaro (Turner & Hooch), regia di Roger Spottiswoode (1989)
- Pump Up the Volume - Alza il volume (Pump Up the Volume), regia di Allan Moyle (1990)
- Capitan America (Captain America), regia di Albert Pyun (1990)
- Mi chiamo Sam (I Am Sam), regia di Jessie Nelson (2001)

### Televisione
- Hill Street giorno e notte (Hill Street Blues) – serie TV, 3 episodi (1982-1986)
- A cuore aperto (St. Elsewhere) – serie TV, 4 episodi (1983-1985)
- Storie incredibili (Amazing Stories) – serie TV, un episodio (1985)
- Ai confini della realtà (The Twilight Zone) – serie TV, episodio 1x11 (1985)
- Stingray – serie TV, un episodio (1986)
- Un anno nella vita (A Year in the Life) – serie TV, 4 episodi (1986)
- Moonlighting – serie TV, un episodio (1987)
- La signora in giallo (Murder, She Wrote) – serie TV, episodio 4x04 (1987)
- Venerdì 13 (Friday the 13th: The Series) – serie TV, 2 episodi (1988)
- L.A. Law - Avvocati a Los Angeles (L.A. Law) – serie TV, 2 episodi (1988-1993)
- Falcon Crest – serie TV, un episodio (1990)
- Io volerò via (I'll Fly Away) – serie TV, 11 episodi (1991-1993)
- Civil Wars – serie TV, un episodio (1992)
- Un medico tra gli orsi (Northern Exposure) – serie TV, un episodio (1993)
- Beverly Hills 90210 – serie TV, 8 episodi (1993-1998)
- Hotel Malibu – serie TV, 6 episodi (1994)
- Profit – serie TV, 2 episodi (1996)
- Frammenti di passato (Sweet Dreams), regia di Jack Bender – film TV (1996)
- Chicago Hope – serie TV, un episodio (1997)
- Terra promessa (Promised Land) – serie TV, un episodio (1997)
- Un detective in corsia (Diagnosis: Murder) – serie TV, un episodio (2001)
- Just Ask My Children, regia di Arvin Brown – film TV (2001)
- Alias – serie TV, un episodio (2001)
- X-Files (The X-Files) – serie TV, un episodio (2002)
- JAG - Avvocati in divisa (JAG) – serie TV, 7 episodi (2002-2003)
- Senza traccia (Without a Trace) – serie TV, un episodio (2003)
- 24 – serie TV, 2 episodi (2003)
- Codice Matrix (Threat Matrix) – serie TV, un episodio (2003)
- Line of Fire – serie TV, un episodio (2003)
- The Lyon's Den – serie TV, un episodio (2003)
- The Division – serie TV, un episodio (2004)
- Lost – serie TV, un episodio (2004)
- CSI - Scena del crimine (CSI: Crime Scene Investigation) – serie TV, un episodio (2005)
- Ghost Whisperer - Presenze (Ghost Whisperer) – serie TV, un episodio (2006)
- Boston Legal – serie TV, un episodio (2006)
- NCIS - Unità anticrimine (NCIS) – serie TV, episodio 3x20 (2006)
- Contatto finale (Final Approach), regia di Armand Mastroianni – film TV (2007)
- Shark - Giustizia a tutti i costi (Shark) – serie TV, un episodio (2007)
- Cold Case - Delitti irrisolti (Cold Case) – serie TV, un episodio (2008)
- Dr. House - Medical Division (House, M.D.) – serie TV, un episodio (2008)
- Lie to Me – serie TV, un episodio (2009)
- E.R. - Medici in prima linea (ER) – serie TV, un episodio (2009)
- Castle – serie TV, 9 episodi (2009-2014)
- NCIS: Los Angeles – serie TV, un episodio (2011)
- Longmire – serie TV, un episodio (2012)
- Perception – serie TV, episodio 1x10 (2012)
- Febbre d'amore (The Young and the Restless) – serie TV, 4 episodi (2014)

## Doppiatori italiani
Nelle versioni in italiano delle opere in cui ha recitato, Scott Paulin è stato doppiato da:
- Gino La Monica in Voglia di vincere, Castle
- Sergio Di Stefano in Pump Up the Volume - Alza il volume, Castle (ep. 1x05 e 2x13)
- Gerolamo Alchieri in X-Files, Longmire
- Carlo Reali in 24, Lie to Me
- Ambrogio Colombo in Lost, Dr. House - Medical Division
- Gianni Williams in Uomini veri
- Claudio Capone in Moonlighting
- Paolo Poiret in Sotto accusa
- Mario Bombardieri in Turner e il casinaro
- Dario De Grassi in Capitan America
- Angelo Maggi in Profit
- Rino Bolognesi in Just Ask My Children
- Paolo Maria Scalondro in Alias
- Massimo Rinaldi in Senza traccia
- Enrico Pallini in CSI - Scena del crimine
- Oreste Rizzini in Ghost Whisperer - Presenze
- Fabrizio Temperini in NCIS - Unità anticrimine
- Sergio Di Giulio in Jane Doe
- Gianni Giuliano in Cold Case - Delitti irrisolti
- Oliviero Dinelli in E.R. - Medici in prima linea
- Stefano De Sando in NCIS: Los Angeles